# Jury Duty (serie de televisión)
Jury Duty (titulada El jurado en España) es un falso reality show estadounidense grabado en forma de serie de televisión web de comedia de situación creado por Lee Eisenberg y Gene Stupnitsky, sobre un falso juicio con jurado. Está protagonizada por Ronald Gladden como un miembro del jurado que desconoce el engaño y por James Marsden quién coprotagoniza junto a un elenco de actores. Se estrenó en Amazon Freevee el 7 de abril de 2023.
La serie ha recibido grandes elogios de la crítica, llevándose varias nominaciones a los Premios Primetime Emmy, incluyendo la nominación de mejor serie de comedia.

## Trama
La serie narra el funcionamiento interno de un juicio con jurado en los Estados Unidos a través de los ojos del jurado Ronald Gladden, un contratista solar de San Diego que no sabe que su citación como jurado no fue oficial, y que todos en la sala del tribunal, excepto él, son actores. Todo lo que sucede, dentro y fuera de la sala del tribunal, está planificado.

## Elenco y personajes

### Jurados
- Ronald Gladden como él mismo (Jurado #6). Es el único jurado que no sabe que el juicio es una farsa.
- James Marsden como él mismo (Jurado #14), representando una parodia de sí mismo.
- Mekki Leeper como Noah Price (Jurado #11), conductor de aplicación de viaje compartido.
- Ishmel Sahid como Lonnie Coleman (Jurado #13), jurado suplente que ocupa el lugar de Tim cuando se lesiona.
- David Brown como Todd Gregory (Jurado #2), un inventor social de artilugios.
- Cassandra Blair como Vanessa Jenkins (Jurado #8), jurado que intenta ser la presidente.
- Susan Berger como Barbara Goldstein (Jurado #5), jurado que se queda dormida durante el juicio.
- Edy Modica como Jeannie Abruzzo (Jurado #4)
- Maria Russell como Inez De Leon (Jurado #10)
- Kirk Fox como Pat McCurdy (Jurado #1)
- Ross Kimball como Ross Kubiak (Jurado #12)
- Pramode Kumar como Ravi Chattapodhyay (Jurado #3)
- Ron Song como Ken Hyun (Jurado #9)
- Brandon Loeser como Tim Smith (Jurado #7)

### Otros
- Alan Barinholtz como el Juez Alan Rosen.
- Rashida Olayiwola como la Oficial Nikki Wilder.
- Whitney Rice como Jacquiline Hilgrove, creadora y jefa de Cinnamon and Sparrow.
- Ben Seaward como Trevor Morris, trabajador llevado a juicio por conductas irresponsables.
- Trisha LaFache como Debra LaSeur, abogada que defiende a Jacquiline.
- Evan Williams como Shaun Sanders, abogado que defiende a Trevor.
- Kerry O'Neill como la Oficial Christine Sugalski.

## Episodios
| N.º | Título                   | Dirigido por   | Escrito por                     | Fecha de emisión original |
| --- | ------------------------ | -------------- | ------------------------------- | ------------------------- |
| 1   | «Voir Dire»              | Jake Szymanski | Tanner Bean y Katrina Mathewson | 7 de abril de 2023        |
| 2   | «Opening Arguments»      | Jake Szymanski | Ese Shaw                        | 7 de abril de 2023        |
| 3   | «Foreperson»             | Jake Szymanski | Marcos Gonzalez                 | 7 de abril de 2023        |
| 4   | «Field Trip»             | Jake Szymanski | Andrew Weinberg                 | 7 de abril de 2023        |
| 5   | «Ineffective Assistance» | Jake Szymanski | Mekki Leeper                    | 14 de abril de 2023       |
| 6   | «Closing Arguments»      | Jake Szymanski | Kerry O'Neill                   | 14 de abril de 2023       |
| 7   | «Deliberations»          | Jake Szymanski | Evan Williams                   | 21 de abril de 2023       |
| 8   | «The Verdict»            | Jake Szymanski | —                               | 21 de abril de 2023       |

## Producción

### Desarrollo
El 15 de septiembre de 2022 se informó que una serie de comedia estilo documental y reality show semi-improvisada protagonizada por James Marsden y un grupo de actores con experiencia en improvisación había sido filmada en secreto para Amazon Studios. El rodaje de 17 días se filmó en un tribunal real al sur de Los Ángeles. Según el productor ejecutivo Todd Schulman, Jury Duty comenzó como un intento de hacer una comedia de situación como The Office sobre un juicio, con una persona real en el centro del espectáculo que no sabe que está rodeado de actores. Los creadores Lee Eisenberg y Gene Stupnitsky trabajaron previamente como guionistas y productores en The Office.
Para encontrar a alguien que no fuera actor para el papel principal del programa, se colocó un anuncio en el portal de Craigslist. Marsden interpreta una versión alternativa de sí mismo, junto con otros actores, incluidos Alan Barinholtz, Susan Berger, Cassandra Blair y Rashida Olayiwola. Cody Heller se desempeña como productor ejecutivo y Jake Szymanski como director.

### Lanzamiento
En Estados Unidos, la serie fue estrenada en la plataforma Amazon Freevee el 7 de abril de 2023. En España, la serie fue estrenada por Prime Video el 31 de julio de 2023, sin ningún tipo de anuncio.

## Recepción
Rendy Jones de RogerEbert.com calificó la serie como "una comedia sólida en el lugar de trabajo que cuenta una historia resonante de la comunidad, explicando deliciosamente cómo no se trata sólo de servir en este mundo sino con quién se sirve". Charles Bramesco de The Guardian le dio a la serie 2 de 5 estrellas y escribió: "Con el núcleo de un programa de bromas con cámara oculta, el corazón de una comedia de situación en el lugar de trabajo y el cuerpo de un documental sobre crímenes reales, la nueva comedia que desdibuja los límites Jury Duty constituye una extraña quimera de géneros."

### Premios y nominaciones
| Año  | Premio                               | Categoría                                  | Nominado(s)                                 | Resultado | Ref.   |
| ---- | ------------------------------------ | ------------------------------------------ | ------------------------------------------- | --------- | ------ |
| 2023 | Premios Primetime Emmy               | Mejor serie de comedia                     | Jury Duty                                   | Pendiente | [ 2 ]  |
| 2023 | Premios Primetime Emmy               | Mejor actor de reparto - Serie de comedia  | James Marsden                               | Pendiente | [ 2 ]  |
| 2023 | Premios Primetime Emmy               | Mejor guion - Serie de comedia             | Mekki Leeper (por "Ineffective Assistance") | Pendiente | [ 2 ]  |
| 2023 | Premios Primetime Creative Arts Emmy | Mejor casting de una serie de comedia      | Susie Farris                                | Pendiente | [ 2 ]  |
| 2023 | Premios de la Crítica Televisiva     | Mejor actor de reparto en serie de comedia | James Marsden                               | Pendiente | [ 13 ] |
| 2023 | Premios Independent Spirit           | Mejor reparto de serie guionizada          | Jury Duty                                   | Ganador   | [ 14 ] |
| 2023 | Premios Independent Spirit           | Mejor serie guionizada                     | Jury Duty                                   | Pendiente | [ 14 ] |